# Odontophrynus
Odontophrynus – rodzaj płazów bezogonowych z rodziny Odontophrynidae.

## Zasięg występowania
Rodzaj obejmuje gatunki występujące w południowej i wschodniej Ameryce Południowej.

## Systematyka

### Etymologia
- Odontophrynus: gr. οδους odous, οδοντος odontos „ząb”[5]; φρυνη phrunē, φρυνης phrunēs „ropucha”[6].
- Hyperoodon: gr. ὑπερ huper „nad, powyżej”[7]; οδους odous, οδοντος odontos „ząb”[5]. Gatunek typowy: Hyperoodon asper Philippi, 1902 (= Pyxicephalus americanus A.M.C. Duméril & Bibron, 1841).

### Podział systematyczny
Do rodzaju należą następujące gatunki:
- Odontophrynus americanus (A.M.C. Duméril & Bibron, 1841)
- Odontophrynus asper (Philippi, 1902)
- Odontophrynus carvalhoi Savage & Cei, 1965
- Odontophrynus cordobae Martino & Sinsch, 2002
- Odontophrynus cultripes Reinhardt & Lütken, 1862
- Odontophrynus juquinha Rocha, Sena, Pezzuti, Leite, Svartman, Rosset, Baldo & Garcia, 2017
- Odontophrynus lavillai Cei, 1985
- Odontophrynus maisuma Rosset, 2008
- Odontophrynus monachus Caramaschi & Napoli, 2012
- Odontophrynus reigi Rosset, Fadel, Guimarães, Carvalho, Ceron, Pedrozo, Serejo, Souza, Baldo & Mângia, 2021
- Odontophrynus toledoi Moroti, Pedrozo, Severgnini, Augusto-Alves, Dena, Martins, Nunes & Muscat, 2022